# Novszka
Novszka (horvátul: Novska) város Horvátországban, Sziszek-Monoszló megyében.

## Fekvése
Sziszek városától légvonalban 50, közúton 66 km-re délkeletre, az A3-as autópálya mentén, a Novszka-patak partján fekszik.

## A község települései
A községhez Bair, Borovac, Brestača, Brezovac Subocki, Bročice, Jazavica, Kozarice, Kričke, Lovska, Nova Subocka, Novi Grabovac, Novszka, Paklenica, Plesmo, Popovac, Rađenovci, Rajčići, Rajić, Roždanik, Sigetac, Stara Subocka, Stari Grabovac és Voćarica települések tartoznak.

## Története
Az emberi élet kezdetei a város északkeleti részén, a mai Stari Selo területén feltárt őskori kunyhókkal vannak összefüggésben. Novszka első írásos említése 1334-ben a zágrábi püspökség oklevelében történt „Item sancti Demetrii de Belina” alakban, a város legősibb neve ugyanis Belina, Belavina volt. Az oklevélben említett Szent Demeter templom a mai Szent Lukács templom helyén állt. Az 1489-es egyházlátogatás említi András nevű papját is. A templom utolsó említése az 1501-es egyházlátogatás alkalmával történt. Novszka területe immár 450 éve, 1231 óta egészen a török hódításig a Szencsei (horvátul Svetački) család birtoka volt. A török támadások 1530-tól váltak intenzívebbekké, majd 1540-ben Szencsei Kristóf behódolt a szultánnak. Ennek ellenére nem tudta megtartani birtokait, négy várat át kellett adnia a szultánnak. Ezek között volt Novszka, melyet akkor még „Wyvar”, azaz Újvár vagy szlávosan Novigrad néven említenek és amelyet a Szencseiek a török ellen építettek még 1532-ben. A vár a mai Radnička utcától délre, az akkori Orlova-mezőn állt. Ezt a helyet a régi novszkaiak ma is Orešić-gradnak nevezik. A vár török kézre jutásával egy időben semmisült meg a középkori Szent Demeter templom is.
Novszka csak 1685-ben szabadult fel a török uralom alól. Elmondható, hogy ezzel lezárult a középkor komor és nehéz időszaka és megkezdődött a térség, benne Novszka fejlődése. Novszka és vidékének 1698-as népesség összeírása fennmaradt a bécsi levéltárban. Eszerint az akkori kraljeva velikai járásban tizenhárom falut és lakott helyet írtak össze. Ezek Kraljeva Velika, Lipovljani, Kričke, Gornji és Donji Rajić, Roždanik, Jazavica, Vočarica, Novszka, Stara Subocka, Borovac, Bodegraj és Lađevac voltak. A falvak számának növekedésével a népesség száma is megnövekedett. A jazavicai plébánia 1746-os egyházlátogatásakor Novszkán 50 házat, 300 felnőttet és 36 gyermeket, összesen 336 hívő lelket számláltak. 1755-ben felépítették Novszka térségének legrégibb templomát a brestačai fatemplomot, melyet Szent Katalin tiszteletére szenteltek. A város 1773-ban az első katonai felmérés térképén „Dorf Novska” néven szerepel. A Szent Lukács plébániát 1789-ben alapították. Novszka fejlődésének nagy lendületet adott a Mária Terézia által építtetett út, majd felépültek a házak a Novljančica-patak két partján. Ekkor alakult ki a város három főbb utcája, melyek egy háromszög alakú területet határoltak. A történelmi városmag pedig a 19. és 20. század során alakult ki véglegesen. 1888-ban megépült a Sunjától Novszka és Nova Gradiška irányába menő, majd 1897-ben a Novszka – Dugo Selo vasútvonal. Ezzel a város jelentős vasúti csomóponttá vált.
A 19. században felépítették a régi Knopp-szállodát, az egykori gyógyszertárat és több, ma már nem álló épületet, amelyek Novszka várossá válásához vezettek. Ellenállt az idő pusztításának a nagyposta és az erdészet épülete is. 1902-ben lebontották a 18. századi Szent Lukács templomot és a plébániát és felépítették az új templomot. A helyi kulturális élet az 1870-es évektől a Luka Ilić Oriovčanin által alapított horvát olvasókör körül zajlott, mely a hasonló zágrábi egyesület fiókszervezeteként működött. A 20. század első évtizedeiben aztán további egyesületek, a "Hrvatski sokol", a "Šubić", a "Graničar ", illetve az önkéntes tűzoltóegylet alakultak. Működésüket csupán a II. világháború szakította félbe.
Novszkának 1857-ben 1.037, 1910-ben 1.951 lakosa volt. Pozsega vármegye Novszkai járásának székhelye volt. 1918-ban az új szerb-horvát-szlovén állam, majd később Jugoszlávia része lett. A II. világháború idején a Független Horvát Állam része volt. A háború után a béke időszaka köszöntött a településre, enyhült a szegénység és sok ember talált munkát a közeli városokban. 1991-ben lakosságának 67%-a horvát, 22%-a szerb volt. 1991. június 25-én a független Horvátország része lett. A délszláv háború idején a város közvetlen fenyegetettségben élt, mivel viszonylag közel volt Bosznia szerbek lakta falvaihoz és a szerbek által elfoglalt területekhez. A horvát erők sikeres 1991 október 14-i támadása után, melynek során visszafoglalták a Lipikhez tartozó Bujavicát és majdnem kezükre került Jasenovac is a szerbek és a JNA egységei dühödt támadást indítottak Novszka irányába. A város körüli horvát védelem azonban sikeresen verte vissza ezt a támadást. Azt ezt követő horvát hadműveletek után a horvát erők végleg átvették a környező területek ellenőrzését. A településnek 2011-ben 7.028, a községnek összesen 14.313 lakosa volt.

## Népesség
| Lakosság változása | Lakosság változása | Lakosság változása | Lakosság változása | Lakosság változása | Lakosság változása | Lakosság változása | Lakosság változása | Lakosság változása | Lakosság változása | Lakosság változása | Lakosság változása | Lakosság változása | Lakosság változása | Lakosság változása | Lakosság változása |
| ------------------ | ------------------ | ------------------ | ------------------ | ------------------ | ------------------ | ------------------ | ------------------ | ------------------ | ------------------ | ------------------ | ------------------ | ------------------ | ------------------ | ------------------ | ------------------ |
| 1857               | 1869               | 1880               | 1890               | 1900               | 1910               | 1921               | 1931               | 1948               | 1953               | 1961               | 1971               | 1981               | 1991               | 2001               | 2011               |
| 1.037              | 1.132              | 1.054              | 1.352              | 1.728              | 1.951              | 1.886              | 2.797              | 2.972              | 3.504              | 3.844              | 5.118              | 6.877              | 8.053              | 7.270              | 7.028              |

## Nevezetességei
- Szent Lukács evangélista tiszteletére szentelt római katolikus plébániatemploma[4] több építési fázisban épült 1755 és 1862 között barokk-klasszicista stílusban. Mai formáját az 1902-ben történt átépítés során nyerte el. Egyhajós épület félköríves apszissal, két oldalkápolnával és sekrestyével. A harangtorony a főhomlokzat felett áll.
- A nagyposta emeletes épülete[5] a L.I. Oriovčanin tér 9. szám alatt, a városmag közepén, a plébániatemplommal átellenben áll. 1906-ban építették és az 1930-as évektől a II. világháború végéig földszintjén magánnyomda működött. 1946-tól a Horvát Posta üzemel benne. Telkének udvari részén fennmaradt a régi hagyományos kút.
- A történelmi városmag közelében, a Zagrebačka 26. szám alatt található a Drapczinski-ház.[6] A részben alápincézett, magasföldszintes házat az 1880-as években építtette Drapczynski novszkai gyógyszerész. Az épület kőből, téglából és fából készült, hódfarkú cseréppel fedett. Részben gyógyszertárnak, részben a gyógyszerész lakásának alakították ki.
- A Knopp-szálloda épülete[7] a történelmi városmag területén, a Zagrebačka és Knoppova utcák sarkán áll. A 19. század második felében építtette Adalbert Knopp osztrák kereskedő és szállodatulajdonos historizáló stílusban. Egyemeletes, téglalap alaprajzú épület részben alápincézve.
- Újvár várának maradványai a település nyugati szélén.

## Kultúra
A város egyik legjelentősebb kulturális intézménye a novszkai nyílt tanintézet, melyben galéria, mozi is működik és otthont ad színházi előadásoknak, kulturális rendezvényeknek is. 2005-ben itt alapították meg a Novszkai ifjúsági színházat. Az év során a városnak több kulturális rendezvénye is van, ezek a "Maske do daske", "Ljeto u Novskoj" és a "Lukovo-dan grada".

## Oktatás
- Novska elemi iskola
- Rajić elemi iskola
- Novska középiskola
- Novska nyílt tanintézet
- Novska zeneiskola (alap és középfokú)
- Nikola Šubić Zrinski felsőfokú gazdasági iskola (2008-ban alapították)

## Sport
Novszka sportklubjai:
- KK Novska kosárlabdaklub;
- RK Novska kézilabdaklub;
- OK Novska röplabdaklub;
- Atlas repülőklub;
- Ogrc taekwondo klub;
- NK Libertas Novska labdarúgóklub;

## Híres emberek
- Itt született 1875. február 3-án Gjuro Szabo történész, restaurátor, muzeológus.